# Ezra Edelman
Ezra Benjamin Edelman (Boston, 6 agosto 1974) è un regista, produttore cinematografico, produttore televisivo e documentarista statunitense, vincitore nel 2017 dell'Oscar al miglior documentario per il film O.J.: Made in America.

## Biografia
Edelman nasce a Boston nel 1974 da Marian Wright, attivista per i diritti civili e collega di Martin Luther King, e Peter Edelman, assistente dell'allora senatore Robert Kennedy. Ha anche due fratelli: Joshua e Jonah; quest'ultimo è il fondatore di Stand for Children, organizzazione no profit a difesa dell'istruzione dei bambini.
Laureatosi alla Sidwell Friends School di Washington e all'Università di Yale entra nel mondo del cinema lavorando nel genere documentario. Dirige in particolare tre documentari dedicati al mondo dello sport per la HBO: Magic & Bird: A Courtship of Rivals, The Curious Case of Curt Flood e Brooklyn Dodgers: Ghosts of Flatbush. Nel 2016 dirige O.J.: Made in America, un documentario incentrato sulla vita di O. J. Simpson, dalla carriera da football a quella da attore fino al processo che lo ha visto coinvolto nell'omicidio di sua moglie Nicole Brown e dell'amico Ronald Lyle Goldman. Il film riscontrò un enorme successo e valse ad Edelman l'Oscar al miglior documentario.